# Sangkum Reastr Niyum
Sangkum Reastr Niyum (Khmer សង្គមរាស្រ្តនិយម, Aussprache [sɑŋkʊm rieh niʔjʊm], „Populistische Gesellschaft“), kurz Sangkhum (Khmer សង្គម „Gesellschaft“) war eine politische Partei in Kambodscha, welche 1955 vom Prinzen Norodom Sihanouk gegründet wurde und bis zu seinem Sturz 1970 die absolute Mehrheit im kambodschanischen Parlament stellte. 
Sie wurde 1955 von Prinz Sihanouk, dem damaligen König des Landes, gegründet, um ihm die Teilnahme an den Parlamentswahlen zu ermöglichen. Trotz ihrer parteiartigen Struktur und Funktion bezeichnete Sihanouk die Sangkum nicht als Partei, sondern als Bewegung. Auf Französisch lautete der Name „Communauté socialiste populaire“, auf Deutsch wird sie „Sozialistische Volksgemeinschaft“ oder „Volkssozialistische Gemeinschaft“ genannt. Die Bewegung setzte sich aus Mitgliedern von vier kleineren Parteien zusammen. Bereits 1955 hatte sie über 450.000 Mitglieder und übernahm zwischen 1955 und 1970 quasi die Alleinherrschaft über das Land.
Nach der Parlamentswahl 1966 brachen Flügelkämpfe innerhalb der Sangkum aus. Während der rechte Flügel um Lon Nol und Sisowath Sirik Matak ein Ende des „Khmer-Sozialismus“ forderte, strebte der linke Flügel um Hou Yuon, Khieu Samphan und Hu Nim (Studienfreunde von Pol Pot und später führende Funktionäre der „Roten Khmer“) weitergehende Verstaatlichungen an. Nach dem Sturz Sihanouks 1970 durch Lon Nol wurde die Bewegung 1971 offiziell aufgelöst.

## Gründung

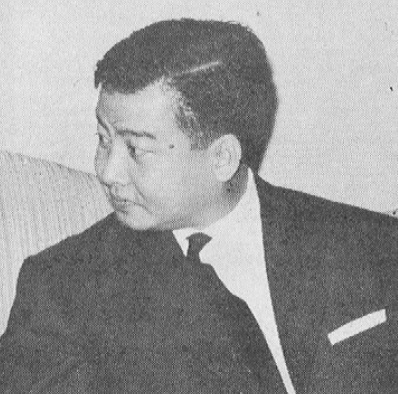
Norodom Sihanouk (1959)

Die Bewegung wurde vom jungen König Norodom Sihanouk am 22. März 1955 gegründet, damit er an den Wahlen im Oktober 1955 teilnehmen konnte. Damit er teilnehmen konnte, verzichtete er zugunsten seines Vaters Norodom Suramarit auf den Königsthron. Mit der Gründung der Sangkum wollte er die monarchiekritische Demokratische Partei bekämpfen, die in den Umfragen bei den ersten Parlamentswahlen des Landes führte. 
Da die ländliche Bevölkerung Sihanouk wie einen Gottkönig verehrte, waren die Weichen durch die Gründung bereits gestellt. Die städtische Bevölkerung lehnte die Bewegung mehrheitlich ab. Mit 82,7 % gewann Sangkum die Parlamentswahlen und stellte alle Sitze im Parlament. Bei der Wahl soll es zu massiven Wahlfälschungen gekommen sein. Das Parlament wählte Norodom Sihanouk zum Premierminister und Außenminister.

## Programm
Die Bewegung setzte sich aus Mitgliedern verschiedener politischer Richtungen zusammen. Ein Parteiprogramm existierte nicht. Ziel war der Erhalt der Monarchie unter der Führung der Norodom. Sozialistisch im Sinne von Karl Marx war die Bewegung nicht, obwohl sie Verstaatlichungen von Banken und Industriezweigen ermöglichte. Die Außenpolitik wurde von der jeweiligen Ansicht des Prinzen geprägt. Offiziell war Kambodscha im Vietnamkonflikt neutral. Der Prinz unterhielt aber enge Kontakte zu Nordvietnam und der Nationalen Front für die Befreiung Südvietnams (NLF). So konnte die NLF die Infrastruktur im Land nutzen, um ihre Truppen in Südvietnam zu versorgen. Dagegen war die Politik der Bewegung eher antiamerikanisch. Nicht alle Mitglieder und Abgeordneten waren mit dieser Entscheidung einverstanden, deshalb kam es im März 1970 zu einem internen Putsch gegen den Prinzen während seines Aufenthalts in Paris.

## Ausbildungsprogramm
Die Sangkum startete ein großangelegtes Schul- und Ausbildungsprogramm. Besuchten 1956 432.649 Schüler eine weiterführende Schule so waren es 1969 1.160.456 Schüler. Da sich der versprochene Wohlstand durch Ausbildung aber nicht einfand, führte dies zu Unruhen bei der gebildeten Bevölkerung. Auch führte der rasche Ausbau des Bildungswesens zu Konflikten mit den Tempeln. Die Tempel waren über Jahrhunderte in der Erziehung und Ausbildung federführend. Es gab auch wenig Arbeit für die ausgebildeten Kräfte in einem Land, in dem 80 Prozent der Bevölkerung in der Landwirtschaft arbeiteten. Die schnell hochgezogenen Schulen waren auch schlecht ausgerüstet, die Klassenräume überfüllt. Lehrer wurden auf ihre Aufgabe schlecht vorbereitet. Die Hoffnungen vieler, durch Ausbildung sozial aufzusteigen, erfüllten sich oftmals nicht.

## Proteste gegen Sangkum
In den Jahren 1967 und 1968 kam es zu Protesten gegen den Machtanspruch der Sangkum. Die Proteste starteten in Samlaut in der westlichen Provinz Battambang. Auslöser war die Festlegung von Reispreisen durch die Regierung. Die Proteste griffen schnell auf weitere Provinzen über. Die Proteste wurden blutig niedergeschlagen. Die radikale Linke war anfangs nicht federführend bei der Organisation der Proteste, profitierte aber von diesen. Die „Roten Khmer“ um Pol Pot und Khieu Samphan hielten sich zurück, um die Nordvietnam unterstützende Regierung um Sihanouk nicht zu gefährden.
Erst als die Sangkum eine Liste von Mitgliedern der Kommunistischen Partei veröffentlichte, welche nach ihrer Ansicht für die Unruhen verantwortlich wären, nahm die Partei Stellung. Pol Pot schrieb: „Dies wurde vom Volk durch seine eigene Bewegung in die Wege geleitet. Das Zentralkomitee der Partei hatte sich noch nicht für einen allgemeinen bewaffneten Aufstand im ganzen Land entschieden“. Doch die Sangkum griff die Mitglieder der Partei an und organisierte Demonstrationen gegen die Rebellen und gegen die Roten Khmer. Sihanouk machte die Kommunistische Partei für die Unruhen verantwortlich. Besonders Lehrer, welchen man Nähe zu den Kommunisten nachsagte, wurden verfolgt. Vertreter des linken Flügels der Sangkum wie Hou Yuon, Khieu Samphan und Hu Nim gingen in den Untergrund.
Nach dem Sturz der Sangkum im März 1970 änderte sich dies schlagartig. Um das pro-amerikanische Regime der Khmer-Republik unter Lon Nol zu bekämpfen, verbündete sich Prinz Sihanouk mit der Kommunistischen Partei und bildete die Front uni national du Kampuchéa (FUNK). Viele Mitglieder der Sangkum schlossen sich der FUNK an, deren Vorsitzender Sihanouk war, in der aber zunehmend die Kommunisten dominierten.

## Auflösung
Nach dem Sturz von Sihanouk am 18. März 1970 durch Mitglieder der Bewegung wurde diese am 18. Februar 1971 offiziell aufgelöst.

## Bedeutende Mitglieder
- Norodom Sihanouk (នរោត្តម សីហនុ), zwischen 1945 und 1960 mehrmals Premierminister, von 1960 bis 1970 Staatsoberhaupt
- Lon Nol (លន់ នល់), Verteidigungsminister (1959–1966 und 1968–1971), Premierminister (1966–1967 und 1969–1971), später Staatspräsident der Khmer-Republik
- Norodom Kantol (អ្នកអង្គម្ចាស់ នរោត្តម កន្តុល), Premierminister (1962–1966)
- Penn Nouth (ប៉ែន នុត), zwischen 1948 und 1976 mehrmals Premierminister
- Son Sann (សឺន សាន), Präsident der Nationalbank (1955–1968), Außenminister (1958–1960), Premierminister (1967–1968)

- Chau Sen Cocsal (ចៅ សែនកុសល), Präsident der Nationalversammlung (1962–1963 und 1966–1968)
- Ek Yi Oun (ឯក យីអ៊ុន), Premierminister (kurzzeitig im Januar 1958)
- Hou Yuon
- Khieu Samphan (ខៀវ សំផន), Staatssekretär für Handel (1962–1967), später Vorsitzender des Staatspräsidiums des Demokratischen Kampuchea
- Khim Tit (ឃឹម ទិត), Premierminister (April–Juli 1956)
- Nhiek Tioulong (ញឹក ជូឡុង), Außenminister (1961–1962), Interims-Premierminister (Februar–August 1962)
- Oum Chheang Sun (អ៊ុំ ឈាងស៊ុន), Premierminister (Januar–Februar 1956 und März–Oktober 1951)
- Pho Proeung (ផូ ព្រឿង), Premierminister (1960–1961)
- Sam Yun (សាន យន់), Premierminister (1956–1957)
- Sim Var  (ស៊ឹម វ៉ា), Premierminister (1957–1958)
- Sisowath Sirik Matak, Botschafter in der VR China, den Philippinen und Japan, später Premierminister der Khmer-Republik